# Happy Accidents
Happy Accidents és una pel·lícula americana de Brad Anderson estrenada el 2000. Aquesta pel·lícula és basada en la paraula: els actors parlen tot el temps, sobretot l'heroïna que es confia a la seva psicoanalista, la seva millor amiga, la seva mare, però també a ella sola davant el seu mirall. La intriga és una barreja entre una comèdia romàntica i un relat de ciència, encreuament delirant. Aquesta pel·lícula és filmada amb l'ajuda d'una càmera portàtil que ens posa més prop dels actors i dona realisme a la pel·lícula.

## Argument
El temps és flexible com un elàstic. És així com Brad Anderson comença la seva pel·lícula. Ruby Weaver (Marisa Tomei) comença a desesperar de trobar la seva mitja taronja, quan un dia coneix Sam Deed (Vincent D'onofrio). S'hi enamora molt ràpidament l. Viuen la felicitat durant algun mes; però Ruby descobreix de seguida que el seu amant no és verdaderament "normal": diu venir del futur. Encallada entre les paraules sinceres del seu amic i les dels altres, no sap que creure.

## Repartiment
- Ruby Weaver: Marisa Tomei.
- Sam Deed: Vincent D'Onofrio.
- Gretchen: Nadia Dajani.
- Lillian: Tovah Feldshuh.
- Terapeuta: Holland Taylor.
- Mark: Sean Gullette.

## Rebuda
Happy Accidents va ser presentat al Festival de Cinema de Sundance el 25 de gener de 2000 i va rebre molts elogis de l'audiència. La pel·lícula es va estrenar més tard el 24 d'agost de 2001 en 2 pantalles a Nova York aconseguint 14.840 dòlars en el primer cap de setmana, i (el cap de setmana abans de l'onze de setembre del 2001), arribant a una difusió més àmplia en 49 pantalles i guanyant en total un total de 688.523 dòlars en el mercat domèstic dels Estats Units. La pel·lícula va tenir anuncis a mitja pàgina a The Los Angeles Times, i The Washington Post, indicant les bones crítiques que havia rebut en els cercles de crítics.
En la seva ressenya de la pel·lícula, Roger Ebert descriu Happy Accidents com "essencialment la ximpleria creuada amb la ciència-ficció", donant-li una puntuació de 3 sobre 4 Amb Richard Roeper, a At the Movies with Ebert & Roeper, la va situar en el lloc vuitè de les millors ddeu pel·lícules de l'any. El film va rebre el cobejat Two Thumbs Up del duo.
A Rotten Tomatoes Happy Accidents ha tingut un 72% de crítiques positives